# Camisa vermelha
Camisa vermelha, em Star Trek, é um personagem secundário que é o primeiro a morrer. O termo se originou entre os fãs de Star Trek, já que na série original oficiais de segurança usavam camisas vermelhas e quase sempre morriam de forma violenta nas missões. Na ficção, de modo geral, um camisa vermelha é um personagem cujo propósito é morrer logo que aparece, de forma a mostrar que os personagens principais (que não morrem nunca) correm perigo.